# 小行星24899
小行星24899（24899 Dominiona）是一颗绕太阳运转的小行星，为主小行星带小行星。该小行星于1997年1月14日发现。

## 轨道参数
小行星24899的轨道半长轴为2.3520623 UA，离心率为0.140。